# Municipio de Milton (condado de Mahoning)
El municipio de Milton (en inglés: Milton Township) es un municipio ubicado en el condado de Mahoning en el estado estadounidense de Ohio. En el año 2010 tenía una población de 3759 habitantes y una densidad poblacional de 57,27 personas por km².

## Geografía
El municipio de Milton se encuentra ubicado en las coordenadas 41°5′45″N 80°57′12″O / 41.09583, -80.95333. Según la Oficina del Censo de los Estados Unidos, el municipio tiene una superficie total de 65.64 km², de la cual 58,21 km² corresponden a tierra firme y (11,31 %) 7,42 km² es agua.

## Demografía
Según el censo de 2010, había 3759 personas residiendo en el municipio de Milton. La densidad de población era de 57,27 hab./km². De los 3759 habitantes, el municipio de Milton estaba compuesto por el 97,45 % blancos, el 0,11 % eran afroamericanos, el 0,35 % eran amerindios, el 0,19 % eran asiáticos, el 0,27 % eran de otras razas y el 1,65 % eran de una mezcla de razas. Del total de la población el 1,33 % eran hispanos o latinos de cualquier raza.